# Lady Be Good...For Ella
Lady Be Good...For Ella – album muzyczny amerykańskiego pianisty jazzowego Tommy’ego Flanagana nagrany 30 i 31 lipca 1993 w EastSide Sound Studio w Nowym Jorku. 
Płyta ta jest wyrazem hołdu i podziękowaniem Flanagana dla Elli Fitzgerald, pieśniarki jazzowej, której (wraz ze swoim zespołem) akompaniował przez kilkanaście lat jej występów. Flanagan nagrał na tym albumie głównie utwory z dobrze znanego repertuaru Elli Fitzgerald. LP został wydany w serii "Groovin' High" w 1993, CD wydany został 5 kwietnia 1994 przez wytwórnię Verve (521217).

## Muzycy
- Tommy Flanagan – fortepian
- Peter Washington – kontrabas
- Lewis Nash – perkusja

## Lista utworów CD
| 1.  | "Oh, Lady Be Good" (George Gershwin, Ira Gershwin)             | 4:48    |
|     |                                                                |         |
| 2.  | "Love You Madly" (Duke Ellington)                              | 6:38    |
|     |                                                                |         |
| 3.  | "Isn't It A Pity?" (George Gershwin, Ira Gershwin)             | 5:58    |
|     |                                                                |         |
| 4.  | "How High The Moon" (Nancy Hamilton, Morgan Lewis)             | 5:37    |
|     |                                                                |         |
| 5.  | "Smooth Sailing" (Arnett Cobb)                                 | 3:47    |
|     |                                                                |         |
| 6.  | "Alone Too Long" (Dorothy Fields, Arthur Schwartz)             | 7:40    |
|     |                                                                |         |
| 7.  | "Angel Eyes" (Earl Brent, Matt Dennis)                         | 5:33    |
|     |                                                                |         |
| 8.  | "Cherokee" (Ray Noble)                                         | 6:38    |
|     |                                                                |         |
| 9.  | "Rough Ridin'" (Ella Fitzgerald, Hank Jones, William Tennyson) | 4:53    |
|     |                                                                |         |
| 10. | "Pete Kelly's Blues" (Sammy Cahn, Ray Heindorf)                | 5:28    |
|     |                                                                |         |
| 11. | "Oh, Lady Be Good" (George Gershwin, Ira Gershwin)             | 3:52    |
|     |                                                                |         |
|     |                                                                | 1:00:52 |
|     |                                                                |         |

## Informacje uzupełniające
- Produkcja – Diana Flanagan, Jacques Muyal
- Inżynier dźwięku – Lou Holtzman
- Asystent inżyniera – Gary Townsley
- Zdjęcia – Cheung Ching Ming
- Tekst wkładki do płyty – Tommy Flanagan
- Dyrekcja artystyczna – Patrice Beauséjour
- Łączny czas nagrań – 60:52